# Colorados flag
Colorados flag består af tre lige brede horisontale felter: to blå felter med et hvidt i midten og med et rundt, rødt "C" fyldt med en gylden skive. Flaget blev officielt indført 31. marts 1964. Flagets størrelsesforhold er 2:3.
Flagets farver repræsenterer farverne i delstatsblomsten Aquilegia caerulea, den blå, hvide og gule akeleje. Den røde farve spiller på delstatens navn, der er spansk for rødt. Rødt, hvidt og blåt er også farverne i USA's flag. Den hvide farve kan også repræsentere sølv og delstatens rige forekomster af ædle metaller. Bogstavet C står ikke bare for delstaten, men også for delstatens kælenavne "Columbine State" og "Centennial State". Sidstnævnte henviser til, at Colorado blev optaget som delstat i unionen i jubilæumsåret 1876.
Moderne forklaringer på farverne fortæller, at blå symboliserer himmelen, gul solen, det hvide de snedækkede bjergtoppe og rød jorden.

## Tidligere flag
Delstaten Colorados første flag blev formelt vedtaget 9. april 1907 efter at have været i brug i flere år. Flaget var blåt og havde delstatens våben i midten. Det fik kun nogen få års officiel levetid, før det 5. april 1911 blev skiftet ud med et nyt delstatsflag. Dette var blåt over hvidt over blåt som nutidens flag, men havde et langt mindre C med gul skive placeret nærmest stangen i den hvide stribe. Flaget var tegnet af Andrew Carlisle Johnson. Det lagde grunden for delstaten Colorados flag som det er i dag, men lovvedtægten af 1911 specificerede ikke størrelsen på bogstavet "C", eller hvilken nuance de røde og blå farver skulle have. Derfor forekom flaget med forskellige farvenuancer og størrelse på emblemet. 28. februar 1929 blev det vedtaget at de blå og røde farver på flaget skulle være de samme som i USA's flag. Den 31. marts 1964 blev det bestemt at den gyldne skives diameter skulle have samme størrelse som bredden på den hvide stribe i midten.